# Henry Smeathman
Henry Smeathman (Scarborough, 1742-Londres, 1er juillet 1786) est un officier de marine et naturaliste britannique.

## Biographie
Il mène à partir de 1771 de nombreuses expéditions scientifiques en Sierra Leone où il devient célèbre pour ses travaux sur les termites. 
Il est aussi connu pour avoir tenté de faire de la Sierra Leone une partie pour esclaves affranchis. 

## Œuvres
- Some account of the termites, which are found in hot Climates, 1781
- Elocution and polite literature, 1785
- Plan of a Settlement to be made near Sierra Leone, on the Grain Coast of Africa, 1786